# But Not for Me

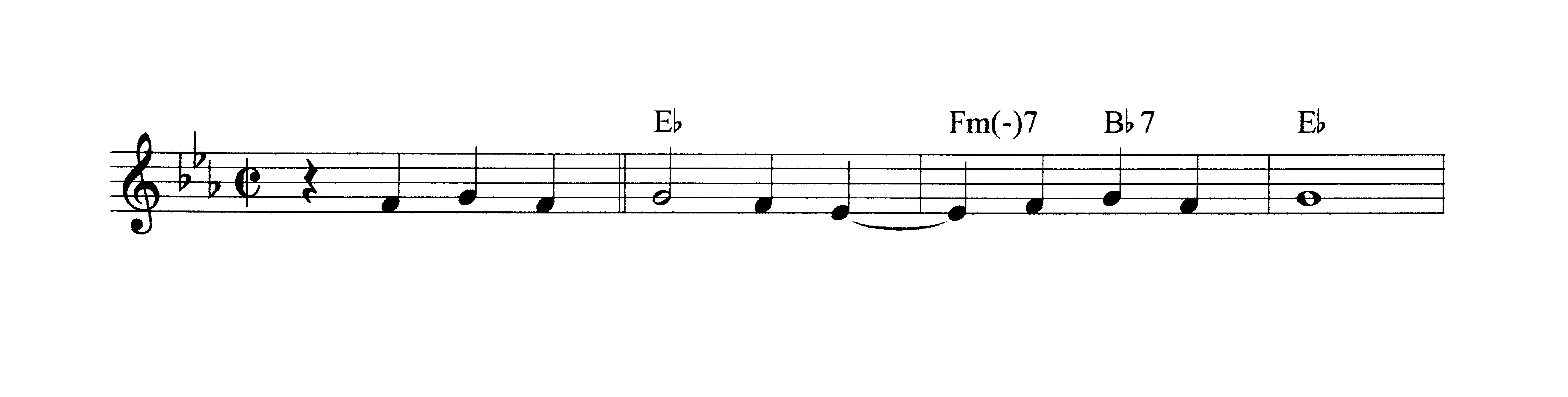
Los primeros cuatro compases de la canción

«But Not for Me» es una canción popular, compuesta por George Gershwin, con letras de Ira Gershwin.
Fue escrito para su musical Girl Crazy (1930), la producción original ha sido interpretada por grandes artistas como Ginger Rogers y Ethel Merman.
Forma parte de la banda sonora de la película de Woody Allen Manhattan (1979), de la película de Rob Reiner When Harry Met Sally... (1989) y en la película de Mike Newell de 1994 Cuatro bodas y un funeral.

## Versiones
- Carol Burnett - realizado para The Muppet Show
- Dinah Washington
- Ella Fitzgerald - Ella Fitzgerald Sings the George and Ira Gershwin Songbook (1959)
- Judy Garland
- Chet Baker
- Billie Holiday - (1957)
- John Coltrane en el álbum My Favorite Things (1961)
- Elton John - Cuatro bodas y un funeral (banda sonora) (1994).
- Rod Stewart - Stardust: The Great American Songbook Volume III (2004)

- Datos: Q4352751